# Coelichneumon maculiscutis
Coelichneumon maculiscutis là một loài tò vò trong họ Ichneumonidae.